# Carbonet
El carbonet és un carbó vegetal de petites dimensions i rep també aquest nom el branquilló carbonitzat (de romaní i altres plantes) que és una mena de llapis que s'utilitza per dibuixar amb la tècnica del carbonet.
Antigament es produïa el carbonet de la crema del matoll del bosc i era un carbó vegetal de menys qualitat (menor poder calorífic) que l'obtingut a partir de la crema controlada dels arbres de fusta dura com l'alzina. El carbonet s'emprava sobretot en cuines i en brasers.
Com a sinònim de carbonet hi ha el neologisme anglès: biochar portmanteau de bio i 'charcoal', que significa carbó vegetal.

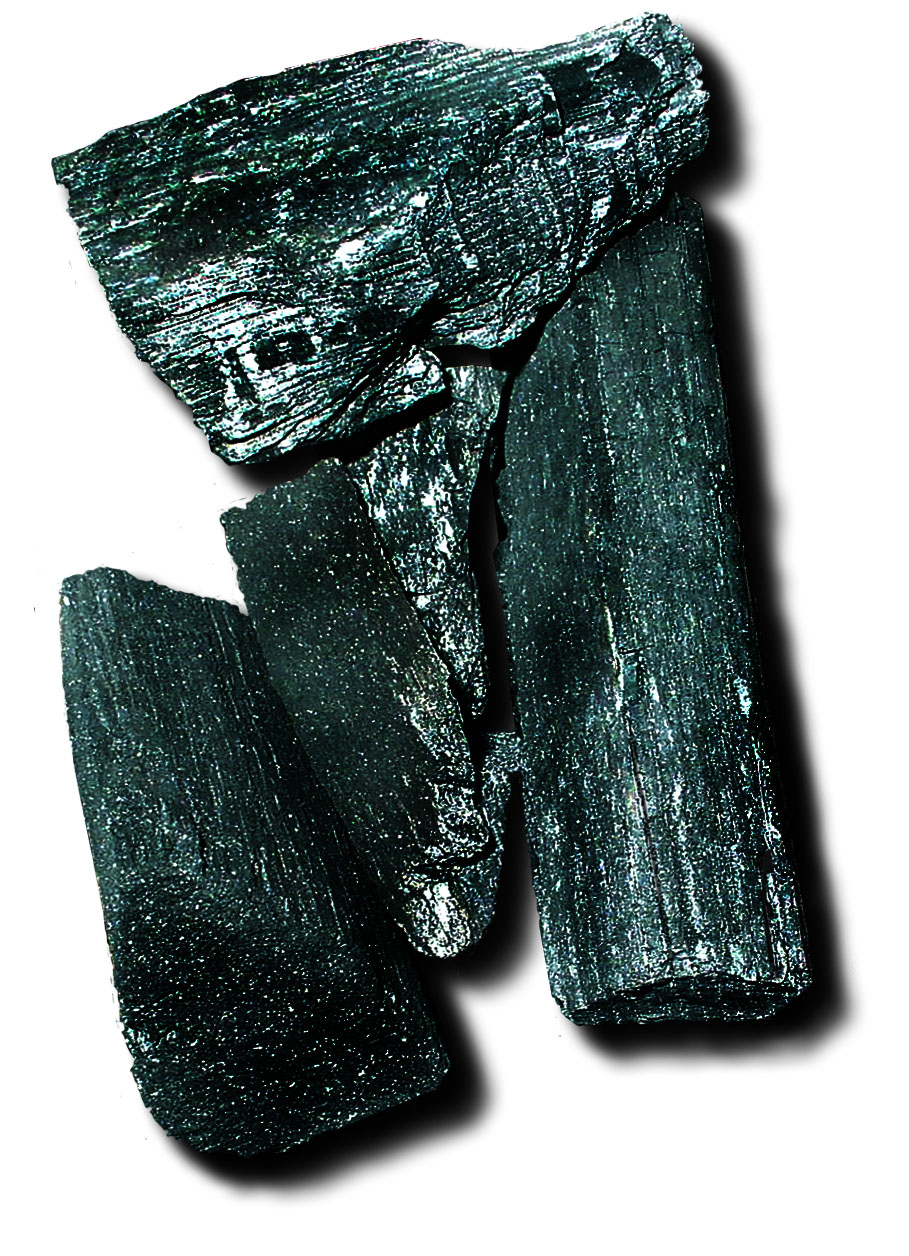
El carbonert és un carbó vegetal de petites dimensions

El carbonet aplicat a les terres agrícoles és un fertilitzant, (anomenat en anglès agrichar ) per exemple en els sòls de terra preta.

## Beneficis pels sòls
Segons experiments científics recents el carbonet, sobretot si està associat a l'aportació de matèria orgànica, pot contribuir a restaurar nombrosos sòls tropicals especialment els molt àcids i molt alterats. En lloc d'una esmena agrícola (el carbonet és molt pobre en nutrients) el carbonet reestructura al sòl ' i pot actuar com un catalitzador a través de mecanismes encara no compresos del tot. La taxa de matèria orgànica té un paper important en l'estabilitat i la fertilitat del sòl.
Afegir quantitats baixes de carbonet en el sòl pot reduir les emissions d'òxid nitrós N₂O fins a un 80% i eliminar les emissions de metà, que són dos generadors més potents de gassos d'efecte hivernacle que el CO₂.
Un experiment fet prop de Manaus, Brasil una sola aplicació de compost amb carbonet ha quadruplicat el rendiment agrícola respecte les parcel·les que només reberen adob químic.
Entre les hipòtesis que intenten explicar l'acció del carbonet es troben:
- La millora del cicle de l'aigua, augment de la retenció de l'aigua.[8] Tryon[9]
- Millora del cicle del nitrogen.[10][11]
- Millora del cicle del carboni[12]
- Destoxificació.[13]
- Efecte tamponador sobre l'acidesa del sòl[14]

## Producció contemporània de carbonet
- Producció tradicional de carbonet per tècniques molt antigues com la combustió lenta de la fusta en munts de terra.[15]
- Producció industrial per piròlisi controlada. Se'n fan grànuls amb els residus forestals que han sofert un tractament tèrmic del tipus de la termòlisi i és una font d'energia renovable[16]

(aspecte de vegades discutit pel fet de privar al bosc de la fusta morta necessària per al seu cicle forestal i per a preservar la biodiversitat).
- Coproducció industrial en la indústria de la canya de sucre, concretament de l'escuma produïda en el procés d'obtenció del sucre.

El carbonet també es pot produir amb al voltant d'un 20% d'argila.
- Producció combinada de biocombustible amb processos exotèrmics i cogeneració.[19]

L'énergie nécessaire pour produire du charbon de bois reste plus importante que celle nécessaire pour produire des agrocarburants de type éthanol à partir de maïs.
El potencial de segrest de carboni en l'ús del carbonet en els sòl és alt (150 g de carboni per kg de sòl ·  · .